# Comitato paralimpico australiano
Il comitato paralimpico australiano è un comitato paralimpico nazionale per lo sport per disabili dell'Australia.